# Eisenbahnunfall von Pin Lok
Der Eisenbahnunfall von Pin Lok war der Zusammenstoß eines Güterzugs mit einem Personenzug bei Pin Lok im Dezember 1910. 31 Menschen starben. Dies war der bis dahin schwerste Eisenbahnunfall in China.

## Ausgangslage
Ein Personenzug war auf der Bahnstrecke Peking–Wuhan unterwegs und näherte sich dem Bahnhof Pin Lok. Dort stand ein abfahrbereiter Güterzug.

## Unfallhergang
Der Lokomotivführer des Güterzugs fuhr aus dem Bahnhof hinaus in die Strecke ein, so dass es zum Zusammenstoß beider Züge kam. Fast alle Wagen der Züge entgleisten und schoben sich ineinander. Lokomotivführer und Heizer der Lokomotive des Personenzugs wurden beim Aufprall getötet. 29 Reisende – alle aus Wagen der 3. Klasse – wurden ebenfalls sofort getötet oder starben noch an der Unfallstelle. Der Endwagen des Personenzuges löste sich vom Verband, blieb im Gleis und rollte in einem Gefälle 6 km zurück.

## Folgen
31 Menschen starben, 138 wurden verletzt.